# Platoecobius
Platoecobius là một chi nhện trong họ Oecobiidae.